# PSR B1257+12 B

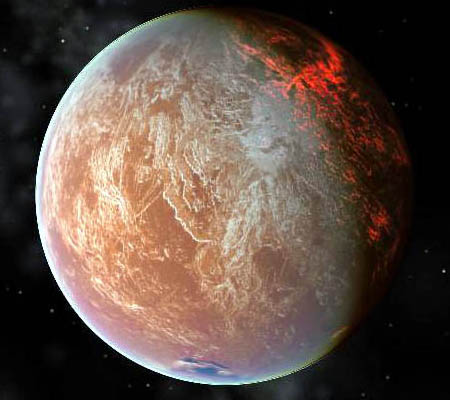
Impressão artística do planeta PSR B1257+12 B.

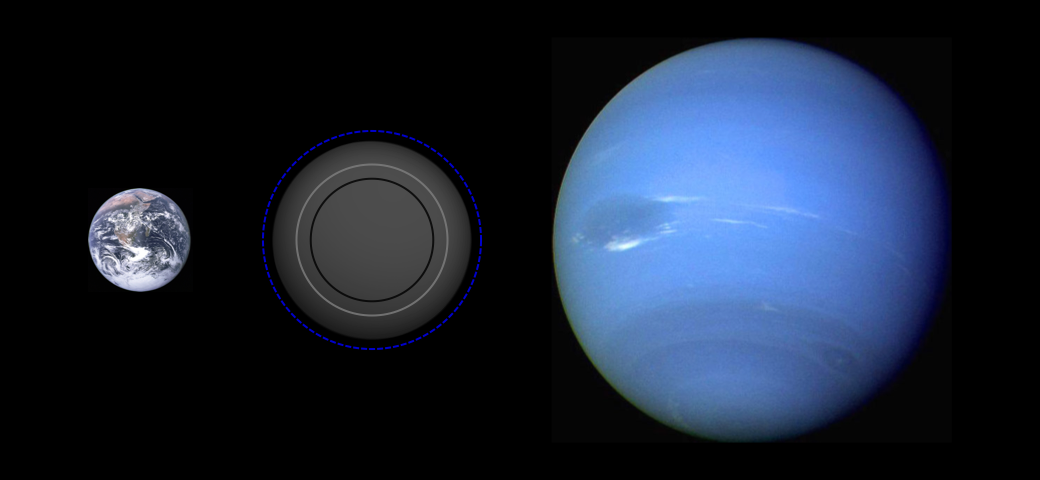
Comparação do tamanho da Terra com PSR B1257+12 B e Netuno.

PSR B1257+12 B, nomeado Poltergeist, é um exoplaneta (situado a aproximadamente 980 anos-luz de distância) na constelação de Virgo. Foi o primeiro planeta fora do sistema solar já descoberto (exoplaneta) e o segundo objeto a orbitar o pulsar PSR B1257+12 a uma distância de 0.36 UA. Possuí 4 vezes maior massa que a Terra.